# Xiao Lon
Xiao Lon (japonés: シャオロン, rōmaji: Shao Ron?,  chino: 笑 龍, pinyin: Xiào Lóng) es un personaje ficticio de la serie de videojuegos The King of Fighters. Apareció por primera vez en The King of Fighters Maximum Impact Regulation A como uno de los personajes exclusivos de la entrega en 3D. Falcoon explica que ella es un sustituto de su hermano, Duo Lon. El concepto apareció por primera vez en The King of Fighters XI, donde Ash dice: "ha pasado un tiempo" a Duo Lon, lo que implica que no lo ha visto desde el videojuego King Of Fighters 2003. Desde el desarrollo de este juego, al mismo tiempo como King Of Fighters XI, pensó que no sería justo dejar a Duo Lon en la ruina debido al hilo de la historia, y se centró en la creación de un nuevo personaje: Xiao Lon. Ella está hecha sobre la base de un fantasma de China, Jiang Shi y un escorpión, su diseño "another" se basa en la flor de acónito. Ella fue concebida originalmente para ser un "personaje aristocrático", aunque Falcoon cree que se alejó un poco de esa imagen.
Su seiyū es Makiko Matsumoto.

## Historia
Xiao Lon es la hija ilegítima de Ron, emperador del clan Hizoku, él la tuvo con una plebeya, y cuando esta murió, ella fue a parar al castillo Real, quedando bajo observación y desprecio de la emperatriz.
Debido a que era hija ilegítima, no se le permitía decirle papá a Ron, sino que tenía que decirle “mi Emperador”, ni decirle hermano a cualquiera de sus nueve hermanos (legítimos de la familia real), a los que tenía que referirse como “mi príncipe”; a pesar de todo esto Ron era el único que le daba amor, y ella lo quería mucho. Del mismo modo, el único de sus hermanos que le brindaba atención era Duo Lon, quien a pesar de su actitud fría, la trataba con respeto.
Ella era la encargada de arreglarle el cabello a Duo Lon. A pesar de que la emperatriz no le agradaba la idea. Duo Lon le regala el adorno de cristal que usa en su cabello, adorno que Xiao Lon lo guarda como su mayor tesoro.
Debido a que era muy débil, ella le pide a Lin que la entrene, para así poder fortalecerse; Lin la entrena mejor de lo que creyó, a tal punto que su veneno se convirtió el más fuerte y poderoso de todo el clan.
Ran, líder (deva) del clan Hizoku Nan Di, le siente desprecio debido a que Xiao Lon es muy apegada a Duo Lon, y Ran está enamorada de este último. 
Luego de la muerte de Ron, se volvió muy dependiente de su hermano durante su niñez. Ella fue dejada en casa cuando había que realizar alguna misión fuera (que consistía era matar a Ron), sin embargo, una vez que se entera de la verdad, Xiao Lon huye para que dejen de matarse unos a otros.

## Personalidad
A pesar de ser una asesina Hizoku, Xiao Lon es generalmente una chica normal y curiosa. Sus poderes Hizoku, la enajenan de ser completamente aceptada en la sociedad. Ella vuelve a ser una asesina una vez que sale de su casa, pero parece encontrar disgusto en su profesión. Se utiliza para referirse a Duo Lon como "hermano" y, a veces lo llama "el tercer príncipe coronado". Ahora tiene sentimientos encontrados con él debido a su amor por Ron.
Pese a que no le agrada su profesión, tampoco lamenta ni se arrepiente de lo que hace, aunque en realidad Xiao Lon lleva una gran tristeza en su corazón debido al destino de su familia, algo que le comenta a Athena Asamiya (quien se da cuenta de este detalle gracias a sus poderes psíquicos) cuando combaten.

## Estilo de pelea
Xiao Lon utiliza armas que están escondidas debajo de sus largas mangas. Además de utilizar tres tipos de lucha diferentes (Hizoku Shikodoku, Mojutsu Keishinku y Anki).

## Apariciones
- The King of Fighters: Maximum Impact Regulation A
- Days of Memories (Kaze Maiu Miyako de Tsukamaete!)